# سوف‌ماهی‌سانان
سوف‌ماهی‌سانان (Perciformes همچنین Percomorphi یا Acanthopteri) چهل درصد از تمامی ماهیان را تشکیل می‌دهند و بزرگ‌ترین راسته مهره‌داران هستند. آن‌ها به رده ماهیان پرتوباله تعلق دارند و دارای بیش از ۷۰۰۰ گونه مختلف هستند که در همه محیط‌های آبی یافت می‌شوند. آن‌ها نخستین بار در دوره گچ (کرتاسه) پسین، پدید آمده و گونه‌گون شدند. از ماهیان سوف‌ماهی‌سان می‌توان از بلنی سه‌باله نام برد.

## طبقه‌بندی
- زیرراسته سوف‌ماهی‌سانیان
  - بالاخانواده سوف‌ماهی‌واران
    - شکم‌چراغیان (temperate ocean-basses)
    - شیشه‌ماهیان آسیایی (Asiatic glassfishes)
    - دهان‌لانه‌ماهیان (cardinalfishes)
    - آزادماهی استرالیا (Australasian salmon)
    - ماهیان آفتاب‌پرست (chameleonfishes)
    - ماهی بانجو (banjofish)
    - شگ‌ماهیان ژرفازی (deepsea herrings)
    - نقره‌ماهی (pomfrets)
    - ماهیان تفنگچی (fusiliers)
    - ماهی لوتی درخشان (splendid perches)
    - گیش‌ماهیان (jacks, پرستوماهیs)
    - ماهی یال‌دار (manefishes)
    - سیخچه‌ماهیان (picarels)
    - خورشیدماهیان آب شیرین (freshwater sunfishes)
    - عقرب‌ماهیان کاذب (false scorpionfishes)
    - سوف‌های شیشه‌ای (snooks)
    - پروانه‌ماهی (butterflyfishes)
    - دلفین‌ماهیان (dolphinfishes)
    - ببرماهی (tigerfishes)
    - گالیون‌ماهی‌ها (galjoen fishes)
    - اردک‌ماهی باله‌دراز (long-finned pike)
    - خارماهیان غار (cavebass)
    - منگال‌ماهی (sicklefishes)
    - چسبک‌ماهیان (remoras)
    - ماهیان پرسه‌زن (rovers)
    - پیرزن‌ماهی (old wife)
    - دهان‌لانه‌ماهیان ژرف‌زی (deepwater cardinalfishes)
    - چغوک‌ماهیان (mojarras)
    - لوتی‌های مرواریدی (pearl perches)
    - پری‌ماهیان (basslets)
    - سنگسرماهیان (grunts)
    - هامورهای اقیانوسی (oceanic basslets)
    - کلاه‌دهان (bonnetmouths)
    - دم پرچمی (flagtails)
    - چرم‌باله‌ماهیان (sea chubs)
    - گیش‌ماهی کاذب (false trevallies)
    - خارماهی‌های آسیایی (Asian seaperches)
    - سوف‌های بزرگ (lates, barramundi, Nile perch)
    - پنجزاری‌ماهیان (ponyfishes)
    - آزادماهی‌های ساحلی (beachsalmon)
    - شهری‌ماهیان (emperor breams)
    - سه‌دم‌ماهیان (tripletails)
    - سرخوماهیان (snappers)
    - کاشی‌ماهی (tilefishes)
    - شکم‌ماهی (moonfish)
    - ماه‌ماهیان (moonyfishes)
    - خارماهیان معتدله (temperate basses)
    - بزماهیان (goatfishes)
    - برگ‌ماهیان آسیایی (Asian leaffishes)
    - ماهی باله‌خروسی (roosterfish)
    - گوازیم‌ماهیان (threadfin breams)
    - آرواره‌ماهیان (jawfishes)
    - کاردپوزه (knifejaws)
    - سنجاب‌ماهی‌های پوست‌صدفی (shellskin alfonsinos)
    - ماهی چانه‌دراز (jutjaws)
    - جاروب‌ماهی (sweepers)
    - سرزره (armorheads)
    - ماهیان لوتی معتدله (temperate perches)
    - سوف‌ماهیان (ماهی لوتیes and darters)
    - باله‌کشیده (roundheads)
    - برگ‌ماهیان (leaffishes)
    - راشگوماهیان (threadfins)
    - ماهی پردندانه (wreckfishes)
    - فرشته‌ماهیان
    - آب‌فام (bluefish)
    - تیبرماهیان (bigeyes)
    - نئون‌ماهیان (dottybacks)
    - سوکلا (cobia)
    - شوریده‌ماهیان (drums)
    - گورزادماهی (gnomefish)
    - هامورماهیان (sea basses, هامور (سرده)s and relatives)
    - شورت‌ماهیان (whitings and relatives)
    - شانک‌ماهیان (sea breams and porgies)
    - نشیب‌ماهیان (slopefishes)
    - یلی‌ماهیان (grunters)
    - ماهی کمانگیر (archerfishes)

  - Superfamily Cirrhitoidea
    - مرمرماهی (marblefishes)
    - کره‌ماهی (morwongs)
    - ماهی کتانجک (kelpfishes)
    - صیادماهیان (hawkfishes)
    - ماهی‌های شیپورزن (trumpeters)

  - Superfamily Cepoloidea
    - نوارماهیان (bandfishes)
- زیرراسته Elassomatoidei
  - خورشیدماهی کوتوله (pygmy sunfishes)
- زیرراسته زمردماهی‌واران
  - سیکلید (cichlids)
  - لوتی خیزآب (surfperches)
  - زمردماهیان (wrasses)
  - سفیدگون‌های جلبک‌خوار (cales and weed whitings)
  - شقایق‌ماهیان (دوشیزه‌ماهی)
  - طوطی‌ماهیان (parrotfishes)
- زیرراسته سردرشت‌واران
  - گرگ‌ماهیان (wolffishes)
  - ماهی ژرف‌کاو (ronquils)
  - کج‌دهانان (wrymouths)
  - لیزماهی (gunnels)
  - شهپرماهی (quillfish)
  - کله‌ماری (graveldiver)
  - سیخچه‌پشت (pricklebacks)
  - پوزماهی (prowfish)
  - ماهی سردرشت (eelpouts)
- زیرراسته یخ‌ماهی (sometimes included in Percoidei)
  - غارت‌ماهیان ریشو (barbeled plunderfishes)
  - اژدهاماهیان جنوبگان (Antarctic dragonfishes)
  - تیغچه‌ماهی (thornfishes)
  - یخ‌ماهیان تمساحی (crocodile icefishes)
  - کفال فالکلند (Patagonian blennies)
  - غارت‌ماهی‌های خاردار (spiny plunderfishes)
  - یخ‌ماهیان روغنی (cod icefishes)
  - یخ‌ماهی دریارو (catadromous icefishes)
- زیرراسته زهرماهی‌واران
  - نیزه ماسه (sand lances)
  - ماهی‌های تمساح‌دندان (crocodile toothfishes)
  - تنداب‌ماهی (torrent fish)
  - ماهی‌های ماردندان (snaketooth fishes)
  - ماسه‌کن (sandburrowers)
  - ماسه‌ماهی جنوبی (southern sandfishes)
  - پوزه‌اردکان (duckbills)
  - بلنی زندانی (convict blennies)
  - لوتی ماسه (sandperches)
  - زهرماهی (weeverfishes)
  - ماسه‌ماهیان (sandfishes)
  - ماسه‌رو (sanddivers)
  - اورانوس‌ماهی (stargazers)
- زیرراسته بلنی
  - بلنی‌های دندان‌شانه‌ای (combtooth blennies)
  - بلنی‌های پرچمی (pike-, tube- and flagblennies)
  - ماهی‌های شیب‌دار (clinids)
  - اورانوس‌ماهی ماسه‌نشین (sand stargazers)
  - بلنی‌های کوچک (labrisomids)
  - بلنی سه‌باله (threefin blennies)
- زیرراسته Icosteoidei
  - ماهی ژنده‌پوش (ragfish)
- زیرراسته بچه‌اژدهاماهی‌واران
  - بچه‌اژدهاماهیان (dragonets)
  - بچه‌اژدهاماهیان نشیب (slope dragonets)
- Suborder گاوماهی‌واران
  - گاوماهیان خواب‌آلود (sleepers)
  - گاوماهیان (gobies)
  - جهنده‌ماهی‌های ماسه‌نشین (sand darters)
  - تیرچه‌ماهیان (wormfishes & dartfishes)
  - ماهی خواب‌آلود آب شیرین (freshwater sleepers)
  - گاوماهیان کپوری (loach gobies)
  - نوزادماهی (infantfishes)
  - پیچنده‌ماهیان (collared wrigglers)
- زیرراسته کورتوئیدی
  - ماهیان پیشانی‌پرور (nurseryfishes)
- زیرراسته جراح‌ماهی‌واران
  - جراح‌ماهیان (surgeonfishes)
  - شینگ‌ماهیان (spadefishes)
  - بیضی‌ماهی (louvar)
  - زروک‌ماهیان (scats)
  - خرگوش‌ماهی (rabbitfishes)
  - داس‌ماهی (Moorish idol)
- زیرراسته Scombrolabracoidei
  - ماهی خال‌خالی سیاه (longfin escolar)
- زیرراسته تن‌ماهی‌واران
  - کوترماهیان (barracudas)
  - چرب‌گوشتان (snake mackerels)
  - ماهی یال‌اسبی (cutlassfishes)
  - تون‌ماهیان (ماهی خال‌خالیs and ماهی تنs)
  - شمشیرماهی (swordfish)
  - نیزه‌ماهی (marlins)
- زیرراسته حلواماهی‌واران
  - شیشه‌ماهی بی‌کیسه (bagless glassfish)
  - رانده‌ماهی‌های ژرفا (ariommatids)
  - ماهی عروس دریایی (medusafishes)
  - رانده‌ماهی (driftfishes)
  - دم‌چارگوشی (squaretails)
  - حلواماهیان (butterfishes)
- زیرراسته مازماهیان
  - گورامی بالارو (climbing gouramies)
  - گورامی (gouramies)
  - گورامی بوسه‌زن (kissing gourami)
- زیرراسته Channoidei
  - ماهیان سرماری (snakeheads)
- زیرراسته Caproidei
  - سادماهیان (boarfishes)